# Діод Зенера

Зображення діода Зенера на електричних принципових схемах

Вольт-амперна характеристика, напруга пробою 17В, додатна і від'ємна гілки подані в різних масштабах

Схема під'єднання

Діод Зенера (стабілітрон) — напівпровідниковий діод, напруга на якому в ділянці електричного пробою слабо залежить від струму, і який застосовується для стабілізації напруги. Низьковольтні стабілітрони виготовляються на основі сильнолегованого кремнію. В них відбувається тунельний пробій. Високовольтні стабілітрони виготовляються зі слаболегованого кремнію і в них проходить лавинний пробій. Застосовуються в схемах захисту, еталонних джерелах напруги.

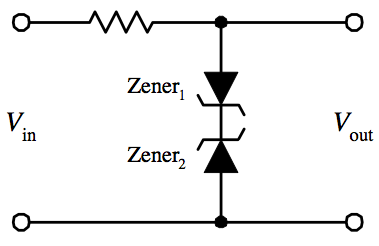
Схема з обмеженням амплітуди змінної напруги

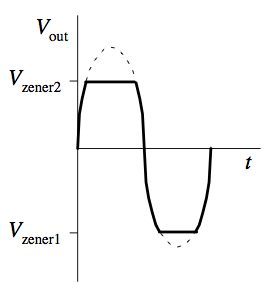
Обмеження амплітуди змінної напруги

Діод Зенера — різновид діодів, що в режимі прямих напруг, проводять струм як звичайні діоди, а при зворотній напрузі — струм різко зростає тільки в ділянці напруг близьких до пробою («зенерівська напруга»). Прилад отримав назву на честь імені його першовідкривача Кларенса Зенера.

## Конструкція і принцип дії
В основі роботи стабілітрона лежать два механізми:
- Лавинний пробій p-n переходу
- Тунельний пробій p-n переходу, також відомий під назвою ефект Зенера.

Попри схожі наслідки, ці два фізичні механізми принципово відрізняються один від одного. Зазвичай домінує один із механізмів пробою. В діодах Зенера, до напруги 5,6 В домінує тунельний пробій, а при вищій напрузі — домінуючим стає лавинний пробій (із позитивним температурним коефіцієнтом).[джерело?] При напрузі 5,6 В обидва механізми врівноважуються, і тому вибір такої напруги є оптимальним для пристроїв з широким температурним діапазоном використання.[джерело?]

## Використання
Діоди Зенера широко використовуються для побудови джерел опорної напруги в різноманітних електронних схемах. Для цього їх під'єднують до джерела напруги через обмежувальний опір (резистор) який називають баластним. Каскад стабілізатора напруги, у якому стабілізування напруги виконується тільки шляхом активної взаємодії стабілітрона та його баластного резистора, називають параметричним стабілізатором.